# Oreophryne mertoni
Oreophryne mertoni är en groddjursart som först beskrevs av Roux 1910.  Oreophryne mertoni ingår i släktet Oreophryne och familjen Microhylidae. Inga underarter finns listade i Catalogue of Life.